# سامی فری
سامی فری (انگلیسی: Sami Frey؛ زادهٔ ۱۳ اکتبر ۱۹۳۷) یک هنرپیشه اهل فرانسه است. وی از سال ۱۹۶۰ میلادی تاکنون مشغول فعالیت بوده‌است.
از فیلم‌ها یا برنامه‌های تلویزیونی که وی در آن نقش داشته است می‌توان به دسته جدا افتاده‌ها، دختر درامر کوچک، حقیقت، هفت گناه کبیره، فیلم دلپذیر، انتقام تفنگداران، آنتونی زیمر و صدا اشاره کرد.